# 1400 Tirela
1400 Tirela је астероид главног астероидног појаса чија средња удаљеност од Сунца износи 3,123 астрономских јединица (АЈ).
Апсолутна магнитуда астероида је 11,5 а геометријски албедо 0,191.